# Tor Arne Hetland
Tor Arne Hetland (Stavanger, 12 de enero de 1974) es un deportista noruego que compitió en esquí de fondo. 
Participó en tres Juegos Olímpicos de Invierno, entre los años 1998 y 2206, obteniendo dos medallas, oro en Salt Lake City 2002, en velocidad individual, y plata en Turín 2006, en velocidad por equipo (junto con Jens Arne Svartedal).
Ganó cinco medallas en el Campeonato Mundial de Esquí Nórdico entre los años 2001 y 2005.

## Palmarés internacional
| Juegos Olímpicos   | Juegos Olímpicos                | Juegos Olímpicos  | Juegos Olímpicos     |
| Año                | Lugar                           | Medalla           | Prueba               |
| ------------------ | ------------------------------- | ----------------- | -------------------- |
| 2002               | Salt Lake City (Estados Unidos) | Medalla de oro    | Velocidad individual |
| 2006               | Turín (Italia)                  | Medalla de plata  | Velocidad por equipo |
| Campeonato Mundial |                                 |                   |                      |
| Año                | Lugar                           | Medalla           | Prueba               |
| 2001               | Lahti (Finlandia)               | Medalla de oro    | Velocidad individual |
| 2001               | Lahti (Finlandia)               | Medalla de oro    | Relevo 4 × 10 km     |
| 2003               | Val di Fiemme (Italia)          | Medalla de bronce | Velocidad individual |
| 2005               | Oberstdorf (Alemania)           | Medalla de oro    | Velocidad por equipo |
| 2005               | Oberstdorf (Alemania)           | Medalla de plata  | Velocidad individual |